# القيادة الوسطى للقوات البحرية الأمريكية

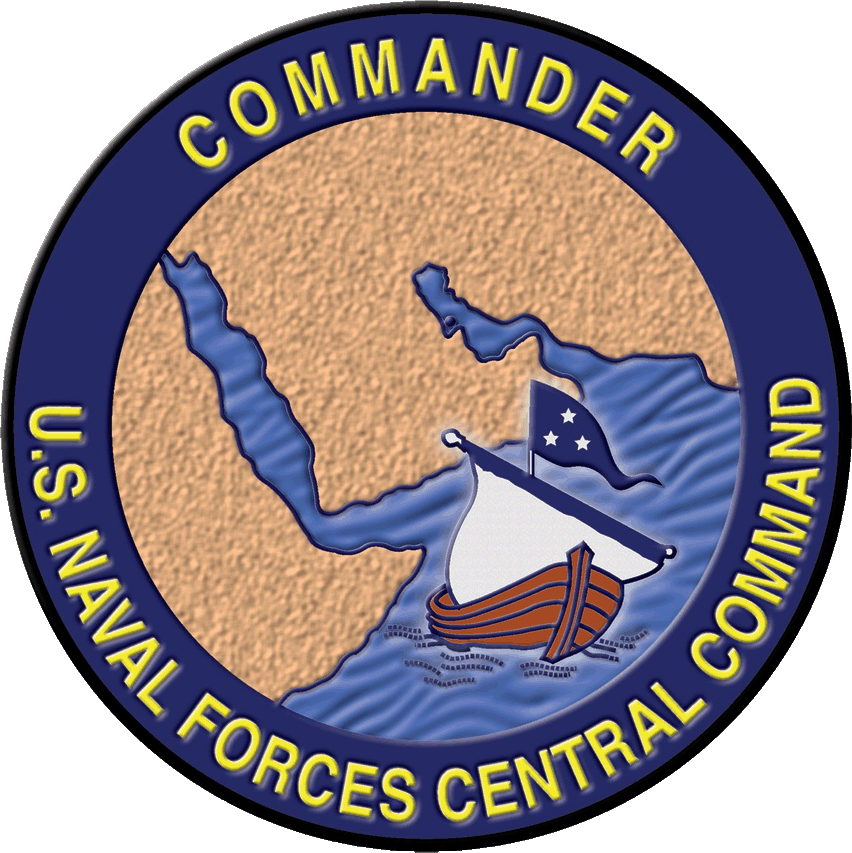
شعار القيادة الوسطى للقوات البحرية الأمريكية

القيادة المركزية للقوات البحرية الأمريكية United States Naval Forces Central Command ‏(NAVCENT) هي عنصر القوات البحرية الأمريكية في القيادة الوسطى للولايات المتحدة (USCENTCOM). منطقة مسئوليتها تتضمن البحر الأحمر، خليج عمان، الخليج العربي وبحر العرب. وتتألف من الأسطول الخامس الأمريكي وعدد من قوات العمل التابعة لتلك القيادة، ومنهن فرقة العمل المشتركة 150، وفرقة العمل المشتركة 158 وغيرهن.

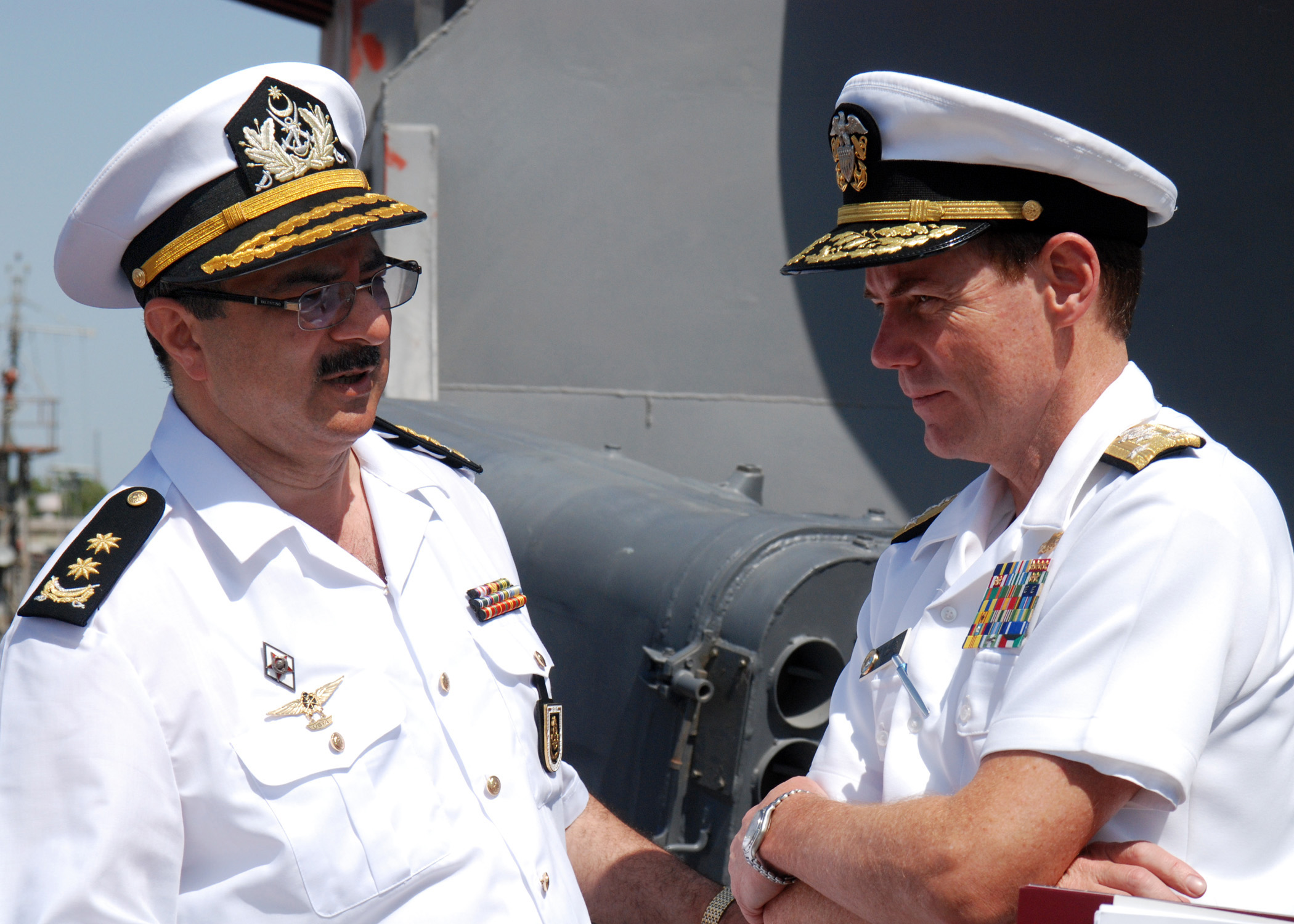
نائب الأميرال كفن كوسكريف، قائد القيادة الوسطى للبحرية الأمريكية، يلتقي نائب أميرال البحرية الأذربيجانية، شاهين سطانوف، أثناء زيارته باكو، أذربيجان.

## القوات البحرية المشتركة
| أستراليا · البحرين · بلجيكا · كندا · الدنمارك · فرنسا · ألمانيا · اليونان · إيطاليا · اليابان · الأردن · كوريا الجنوبية · الكويت · هولندا · نيوزيلندا · ماليزيا · باكستان · البرتغال · السعودية · سنغافورة · إسبانيا · تايلاند · تركيا · الإمارات العربية المتحدة · المملكة المتحدة · الولايات المتحدة |

في فبراير 2002 تأسست القوات البحرية المشتركة كجزء أساسي من النشاط الذي يهدف بتوفير عمليات التحالف المنسقة في منطقة العمليات. وهي شراكة بحرية دولية توفر الأم للمرور البحري المدني عن طريق القيام بمهام مكافحة-القرصنة ومكافحة الارهاب المنتشرة في مياه الشرق الأوسط، أفريقيا وجنوب آسيا، وتشمل البحر الأحمر، الخليج العربي، خليج عدن، بحر العرب والمحيط الهندي.
أفراد وسفن القوات البحرية المشتركة تأتي من 26 دولة وتنتظم في ثلاث قوى عمل:
- قوة العمل المشتركة 150

```
(CTF-150) - الأمن البحري ومكافحة الإرهاب
[
2
]
```

- قوة العمل المشتركة 151

```
(CTF-151) - مكافحة القرصنة
[
3
]
```

- قوة العمل المشتركة

```
152(CTF-152) - التعاون الأمني في الخليج العربي
[
4
]
```

## وصلات خارجية
- W. Seth Carus, Barry McCoy, and John R. Hafey, From MIDEASTFOR to Fifth Fleet: Forward Naval Presence in Southwest Asia, Alexandria, VA, Center for Naval Analyses, 1995
- Pokrant، Marvin (1999). Desert Shield at Sea: What the Navy Really Did: Volume 174 of Contributions in Military Studies. Greenwood Publishing Group. ISBN:0313310238. مؤرشف من الأصل في 2016-04-27. اطلع عليه بتاريخ 2012-07-06.